# استیل بال ران
استیل بال ران (به انگلیسی: Steel Ball Run) (فارسی:تخم های فولادی دونده) ⁪ (ژاپنی: スティール・ボール・ラン هپبورن: Sutīru Bōru Ran) هفتمین قوس داستانی از مجموعه مانگا ژاپنی ماجراجویی عجیب و غریب جوجو است که توسط هیروهیکو آراکی نوشته و تصویر شده‌است. داستان در سال ۱۸۹۰در ایالات متحده جریان دارد و دربارهٔ جانی جوستار، یک چابک‌سوار سابق که فلج شده و می‌خواهد که استفاده از پاهایش را دوباره به دست آورد و جایرو زپلی، یک جلاد آبرومند سابق که به دنبال عفو یک کودک محکوم به اعدام است. آنها به همراه دیگران، در مسابقات قهرمانی مسابقات اسب دوانی برای دریافت جایزه بزرگ ۵۰ میلیون دلاری شرکت می‌کنند، اما پس از دستور پنهان اسپانسر مسابقه، خود آنها مورد هدف قرار می‌گیرند.
۲۳ چپتر اول در مجله هفته‌نامه شونن جامپ در سال ۲۰۰۴ تحت عنوان استیل بال ران منتشر شد که ظاهراً هیچ ارتباطی با مجموعه ماجراجویی عجیب و غریب جوجو نداشت. با این حال، بعد از انتقال این سری به مجله اولترا جامپ در سال ۲۰۰۵، استیل بال ران رسماً به عنوان هفتمین آرک از ماجراجویی عجیب و غریب جوجو معرفی شد ولی به عنوان یک مجموعه مجزا از تمام قوس‌های قبلی. داستانی که در استیل بال ران آغاز شد به عنوان زمینه داستانی در جوجولیون و جوجولندز است.
استیل بال ران به خاطر هنر، شخصیت‌ها و داستانش مورد تحسین جهانی قرار گرفت. ۹۵ فصل آن در ۲۴ جلد تانکوبون (جلدهای ۸۱ تا ۱۰۴ از کل مجموعه) ترکیب شد.